# Solemont
Solemont – miejscowość i gmina we Francji, w regionie Burgundia-Franche-Comté, w departamencie Doubs.
Według danych na rok 1990 gminę zamieszkiwało 207 osób, a gęstość zaludnienia wynosiła 26 osób/km² (wśród 1786 gmin Franche-Comté Solemont plasuje się na 539. miejscu pod względem liczby ludności, natomiast pod względem powierzchni na miejscu 566.).